# Булльман, Майк
Майк Булльман (нем. Maik Bullmann; род. 25 апреля 1967, Франкфурт-на-Одере) — немецкий борец греко-римского стиля, чемпион и призёр Олимпийских игр, трёхкратный чемпион мира, чемпион Европы, призёр розыгрыша Кубка мира, пятикратный чемпион Германии (1991, 1992, 1995, 1997, 1999).

## Биография
Занимался борьбой с 1978 года. В 1986 году в возрастной категории espoir стал бронзовым призёром чемпионата Европы, завоевал второе место на чемпионате ГДР среди взрослых. В 1987 году на чемпионате мира в той же возрастной категории espoir завоевал «бронзу», так же как и на чемпионате ГДР среди взрослых и занял 6 место на Гран-при Германии среди взрослых. В 1988 году занял пятое место на чемпионате Европы и был вторым на чемпионате Германии
На Летних Олимпийских играх 1988 года в Сеуле боролся в категории до 82 килограммов (средний вес). Участники турнира, числом в 21 человек в категории, были разделены на две группы. За победу в схватках присуждались баллы, от 4 баллов за чистую победу и 0 баллов за чистое поражение. В каждой группе определялись четыре борца с наибольшими баллами (борьба проходила по системе с выбыванием после двух поражений) и они разыгрывали между собой места с первое по восьмое. Победители групп встречались в схватке за первое-второе места, занявшие второе место — за третье-четвёртое места и так далее. Молодой немецкий дебютант выступил достойно, победив в двух встречах, но в двух проиграл и из турнира выбыл.
| Круг | Соперник          | Страна                                    | Результат | Основание       | Время схватки |
| ---- | ----------------- | ----------------------------------------- | --------- | --------------- | ------------- |
| 1    | Такахиро Мукаи    | Япония                                    | Победа    | 6-0 (3 балла)   |               |
| 2    | Тимо Ниеми        | Финляндия                                 | Поражение | 3-5 (0 баллов)  |               |
| 3    | Ким Сон Гу        | Республика Корея                          | Победа    | 7-6 (3 балла)   | 5:10          |
| 4    | Михаил Мамиашвили | Союз Советских Социалистических Республик | Поражение | 0-11 (0 баллов) |               |

После игр перешёл из среднего в полутяжёлый вес. В 1989 году был третьим на Гран-при Германии, вторым на чемпионате Европы, а на чемпионате мира сенсационно победил. В следующем году вновь был вторым на чемпионате Европы и подтвердил своё звание сильнейшего на планете. В 1991 году на чемпионате Европы остался за чертой призёров, но на третьем чемпионате мира подряд вновь стал первым. В 1992 году был третьим на Золотом Гран-при, Гран-при Германии, но завоевал звание чемпиона Европы.
На Летних Олимпийских играх 1992 года в Барселоне боролся в категории до 90 килограммов (полутяжёлый вес). Участники турнира, числом в 19 человек в категории, были разделены на две группы. Регламент, в основном, остался прежним, только в финальные схватки из группы выходили по пять лучших спортсменов в группе. Немецкий борец уверенно выиграл все схватки и стал олимпийским чемпионом.
| Круг  | Соперник               | Страна | Результат | Основание                                 | Время схватки |
| ----- | ---------------------- | ------ | --------- | ----------------------------------------- | ------------- |
| 1     | Мустафа Рамада Хуссейн | Египет | Победа    | 5-0 (3 балла)                             |               |
| 2     | Мохамед Науар          | Тунис  | Победа    | 16-0 (за явным преимуществом) (3,5 балла) | 4:03          |
| 3     | -                      | -      | -         | -                                         |               |
| 4     | Михаэль Люнгберг       | Швеция | Победа    | 4-0 (3 балла)                             |               |
| 5     | Хассан Бабак           | Иран   | Победа    | 3-1 (3 балла)                             |               |
| 6     | -                      | -      | -         | -                                         |               |
| Финал | Хаккы Башар            | Турция | Победа    | 5-0 (0 баллов)                            |               |

В 1993 году выиграл Гран-при Германии, а на чемпионате мира остался вторым, уступив Сергею Когуашвили. В 1994 стал на чемпионате Европы был всего восьмым и стал бронзовым призёром чемпионата мира. В 1995 году стал бронзовым призёром розыгрыша Кубка мира, серебряным призёром чемпионата Европы и победил на Гран-при Германии и Всемирных играх военнослужащих. В 1996 году вновь был вторым на чемпионате Европы.
На Летних Олимпийских играх 1996 года в Атланте боролся в категории до 90 килограммов (полутяжёлый вес). После первого круга, борцы делились на две таблицы: победителей и побеждённых. Победители продолжали бороться между собой, а побеждённые участвовали в утешительных схватках. После двух поражений в предварительных и классификационных (утешительных) раундах, борец выбывал из турнира. В ходе турнира, таким образом, из таблицы побеждённых убывали дважды проигравшие, но она же и пополнялась проигрывающими из таблицы победителей. В конечном итоге, определялись восемь лучших борцов. Не проигравшие ни разу встречались в схватке за 1-2 место, выбывшие в полуфинале встречались с победителями утешительных схваток и победители этих встреч боролись за 3-4 места и так далее. В категории боролись 22 спортсмена. Выиграв две схватки, Майк Буллманн в четвертьфинале проиграл будущему чемпиону Вячеславу Олейнику и перешёл в таблицу побеждённых. Уверенно выиграв три утешительные встречи, в схватке за третье место во второй раз за турнир победил белорусского борца Александра Сидоренко.
| Круг                       | Соперник               | Страна                    | Результат | Основание               | Время схватки |
| -------------------------- | ---------------------- | ------------------------- | --------- | ----------------------- | ------------- |
| 1                          | Мустафа Рамада Хуссейн | Египет                    | Победа    | 3-0 (3 балла)           | 5:00          |
| 2                          | Александр Сидоренко    | Беларусь                  | Победа    | 1-0 (1 балл)            | 8:00          |
| Четвертьфинал              | Вячеслав Олейник       | Украина                   | Поражение | 2-4 (2 балла)           | 5:00          |
| 4-й классификационный круг | Христо Димитров        | Болгария                  | Победа    | Туше (11-0) (11 баллов) | 1:42          |
| 5-й классификационный круг | Деррик Валдруп         | Соединённые Штаты Америки | Победа    | 4-0 (4 балл)            | 5:00          |
| 6-й классификационный круг | Хаккы Башар            | Турция                    | Победа    | Туше (4-0) (4 балла)    | 2:36          |
| Финал (за 3 место)         | Александр Сидоренко    | Беларусь                  | Победа    | 2-0 (1 балл)            | 8:00          |

В 1997 году был четвёртым на чемпионате мира и вторым на Всемирных играх военнослужащих. В 1998 году победил на Гран-при Германии, был вторым на тестовом турнире FILA и только 14-м на чемпионате мира. В 1999 году был девятым на чемпионате Европы и 12-м на чемпионате мира. В 2000 году, в преддверии олимпиады, выступил на трёх квалификационных турнирах, один раз был вторым, два других турнира закончил 11-м и 13-м. Также 11-м был на чемпионате Европы и не прошёл квалификацию на Олимпиаду. После этого оставил большой спорт.
В 1980-е годы получил профессии автослесаря, в 1990-е годы служил в бундесвере, после отставки стал ресторатором. В настоящее время тренер национальной сборной Германии.
Член международного Зала славы борьбы FILA (2006).
Лауреат премии Бэмби (1992).